# اسمرای اوزادیکتی
اسمرای زینب اوزادیکتی (به انگلیسی: Esmeray Özadikti) (زاده ۱۹۷۳) یک بازیگر، سیاستمدار و فعال اهل ترکیه است.
او یک زن ترنس است. او در انتخابات ۲۰۲۳ پارلمان ترکیه کاندید بود.